# Synod w Chanforan

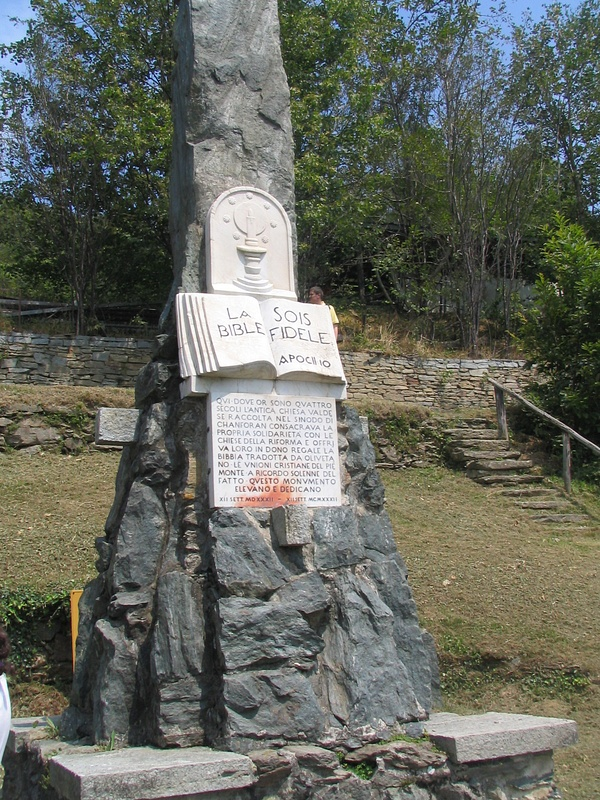
Obelisk upamiętniający Synod waldensów w 1532 r.

Synod w Chanforan (inna nazwa: Synod w Angrogne) – nazwa synodu (zebrania) waldensów i reformatorów ze Szwajcarii, które w dniu 12 września 1532 r. zadecydowało o przyjęciu przez waldensów doktryny kalwińskiej.

## Historia
Jan Kalwin uważał waldensów za prekursorów reformacji i „starszych braci w wierze”. Z tego powodu wysłał do nich z misją m.in. Wilhelma Farela, któremu udało się zwołać zebranie zjednoczeniowe.
Chanforan to nazwa łąki koło miejscowości Serre d'Angrogne w Alpach piemonckich. Tu zebrali się przywódcy rodzin oraz kaznodzieje waldensów (tzw. barba) z Piemontu i nawet z tak odległych rejonów jak Prowansja i Kalabria i razem ze szwajcarską delegacją z Genewy ułożyli wspólne wyznanie wiary w 17 punktach („artykułach”), które wraz z pierwotnym wyznaniem wiary z XII wieku stało się podstawą doktryny religijnej waldensów. W wyniku ustaleń synodu waldensi stali się kalwinistami, jednak z zachowaniem własnej tożsamości.
Ponieważ w dialektach francuskich były dostępne jedynie odpisy Biblii przetłumaczone z łacińskiej Wulgaty podjęto też decyzję o tłumaczeniu Biblii z języków oryginalnych na język francuski. Zadanie to powierzono Pierre Robertowi Olivétanowi. Waldensi pokryli znaczną część kosztów.
W 1932 na tym miejscu odsłonięto pomnik, upamiętniający synod.
Kolejne zebranie waldensów w Chanforan miało miejsce w 1686 r., kiedy książę Sabaudii Wiktor Amadeusz II, pod presją króla Francji Ludwika XIV rozpoczął prześladowania waldensów. Wówczas postanowiono wyemigrować do Szwajcarii, gdzie Waldensi osiedlili się głównie w obecnym kantonie Vaud. W 1689 r. książę rozkazał zakończyć prześladowania i waldensi powrócili do swoich ojczystych dolin alpejskich.